# CADUCEUS (sistema experto)
CADUCEUS fue un sistema experto médico programado para realizar diagnósticos en medicina interna. Su nombre deriva de Caduceo, un vocablo de origen griego (κηρύκειο) relacionado con la mitología. Fue terminado a mediados de la década de 1980, si bien el inicio de su desarrollo se remonta a la década de 1970, siendo programado por Harry Pople, de la Universidad de Pittsburgh, partiendo para el sistema de las entrevistas de Pople al Dr. Jack Meyers.
Pretendía mejorar el MYCIN, sistema que a su vez se basaba en DENDRAL y que estaba focalizado sobre las bacterias infecciosas de la sangre. CADUCEUS, eventualmente, podía diagnosticar hasta 1.000 enfermedades diferentes, usando un motor de inferencia semejante al del MYCIN, usando un grafo acíclico direccionado que representaba las relaciones de causalidad entre variables.
El CADUCEUS fue descrito como el sistema experto "de mayor conocimiento intensivo existente".